# Сотер (папа)
Святий Сотер І (лат. Soterius; 1 січня 174, Рим, Стародавній Рим) — дванадцятий папа Римський зі 165\166 по 174\175 роки.

## Життєпис
Народився у Фонді в Італії, син Конкордія. Проголосив, що шлюб є дійсним за умови освячення його священником.
Під час понтифікату Сотера знову розгорілася суперечка між Церквою Сходу і Заходу щодо дати Пасхи. Під час свого понтифікату суперечку вирішили й зрештою було визначено форму і встановлено дату її святкування на першу неділю після 14-го дня місяця нісана. Він оголосив, що шлюб є дійсним тільки як таїнство, благословенне священником. Сотер є автором листів до вірян у Коринфі, які містять поради та слова розради. На його понтифікат  випала конфронтація з монтанізмом.
У той час християни переслідувалися імператором Марком Аврелієм. Вважається, що Сотер загинув як мученик. Проте у 1969 році при перегляді Загального римського календаря (Calendarium Romanae Ecclesiae) був виключений зі списку мучеників. Похований у Катакомбах святого Калліста у Римі.
Церква відзначає день пам'яті святого 22 квітня.